# Lake Murray of Richland
Lake Murray of Richland is een plaats (census-designated place) in de Amerikaanse staat South Carolina, en valt bestuurlijk gezien onder Richland County.

## Demografie
Bij de volkstelling in 2000 werd het aantal inwoners vastgesteld op 3526.

## Geografie
Volgens het United States Census Bureau beslaat de plaats een oppervlakte van
22,9 km², waarvan 14,9 km² land en 8,0 km² water.

## Plaatsen in de nabije omgeving
De onderstaande figuur toont nabijgelegen plaatsen in een straal van 16 km rond Lake Murray of Richland.